# همه‌پرسی قانون اساسی جمهوری آذربایجان (۲۰۱۶)
همه‌پرسی قانون اساسی در تاریخ ۲۶ سپتامبر ۲۰۱۶ برابر با ۵ مهر ۱۳۹۵ در جمهوری آذربایجان برگزار شد. پرسشِ این همه‌پرسی دربارهٔ اصلاح ۲۳ ماده و افزودن ۶ ماده به قانون اساسی بود و هر کس می‌توانست به تک تک آن‌ها رأی دهد.
از جمعیت حدود ۱۰ میلیونی جمهوری آذربایجان ۵٬۰۹۳٬۲۸۹ نفر واجد رأی دادن بودند. برای این انتخابات ۵٬۶۲۷ صندوق در حوزه‌های انتخاباتی داخل این کشور و ۳۸ حوزه انتخاباتی برای شهروندان مقیم خارج از کشور در نظر گرفته شده بود. ۵۳٬۰۰۰ ناظر محلی این همه‌پرسی را پایش کردند. همچنین ۱۱۷ ناظر بین‌المللی از ۳۳ کشور جهان در این انتخابات حضور داشتند. همه‌پرسی از ساعت ۸ تا ۱۹ به وقت باکو برگزار شد.
این سومین همه‌پرسی در تاریخ جمهوری آذربایجان بود. برای مشروعیت آن کافی بود که ۲۵ درصد از واجدین شرایط در آن شرکت کنند. خبرگزاری ترند آذربایجان در پایان ساعت همه‌پرسی اعلام کرد مشارکت ۶۹٫۷٪ بوده است. نتایج این همه‌پرسی ۲۱ اکتبر (۳۰ مهر) اعلام شد.

## پیش‌زمینه
الهام علی‌اف رئیس‌جمهور آذربایجان در ۱۸ ژوئیه ۲۰۱۶ دستوری مبنی بر ایجاد اصلاحات بر مواد مختلف قانون اساسی صادر کرد. دادگاه قانون اساسی این اصلاحات را بررسی کرد و در ۲۵ ژوئیه آن‌ها را تأیید نمود. الهام علی‌اف در ۲۶ ژوئیه بنابر اصول ۱۵۲ و ۱۵۳ قانون اساسی آذربایجان، فرمان برگزاری همه‌پرسی را صادر کرد.
در فوریه ۲۰۰۹ الهام علی‌اف در همه‌پرسی دیگری توانسته بود محدودیت دو دوره ریاست‌جمهوری را حذف کند.

## مفاد تغییرات پیشنهادی
- افزایش طول دوران ریاست جمهوری از ۵ سال به ۷ سال
- ایجاد سمت‌های معاون اول و معاونین ریاست‌جمهوری
- حذف محدودیت سنی برای نامزدی ریاست‌جمهوری و نمایندگی مجلس
- نحوه و شرایط انحلال مجلس ملی از سوی رئیس‌جمهوری
- حق انعقاد قراردادهای بین‌المللی و بین دولتی برای رئیس‌جمهور
- تعیین صلاحیت و مسئولیت شوراهای شهری

در پی اعلام برگزاری همه‌پرسی برخی فعالان مدنی و گروه‌های مخالف الهام علی‌اف از تصویب این تغییرات ابراز نگرانی کردند. شورای اروپا و سازمان عفو بین‌الملل این تغییرات را خطری برای آزادی و دموکراسی دانستند.
مخالفان بر این باورند که با توجه به این که الهام علی‌اف پس از پدرش حیدر علی‌اف رئیس‌جمهور آذربایجان شد، حالا وی قصد دارد ریاست‌جمهوری را به امری موروثی تبدیل نماید. دولت جمهوری آذربایجان تمام اتهامات را رد کرده و اعلام کرد که تمام تغییرات به منظور سرعت‌بخشی به اصلاحات اقتصادی، افزایش بهره‌وری دولت و کاهش مقررات دست و پاگیر است.
افزایش دوران ریاست‌جمهوری در جمهوری آذربایجان در حالی به رأی گذاشته شد که در ۲۴ شهریور مجلس ترکمنستان به پیشنهاد شورای بزرگان این کشور قانون اساسی را به منظور افزایش دوره ریاست‌جمهوری از ۵ به ۷ سال و حذف محدودیت سن رئیس‌جمهور اصلاح کرده بود.

## نتایج
| اصلاحیه            | موافقان   | موافقان | مخالفان | مخالفان | باطله/ سفید | مجموع     | نام‌نویسی‌شده‌ها | مشارکت |
| اصلاحیه            | آرا       | ٪       | آرا     | ٪       | باطله/ سفید | مجموع     | نام‌نویسی‌شده‌ها | مشارکت |
| ------------------ | --------- | ------- | ------- | ------- | ----------- | --------- | ------------- | ------ |
| ۱                  | ۳٬۱۱۳٬۷۵۴ | ۹۰٫۶۸   | ۳۱۹٬۸۸۸ | ۹٫۳۲    | ۲۳۷٬۶۳۲     | ۳٬۶۷۱٬۲۷۴ | ۵٬۲۶۷٬۱۱۱     | ۶۹٫۷۰  |
| ۲                  | ۳٬۱۱۹٬۲۳۵ | ۹۰٫۷۷   | ۳۱۷٬۱۲۹ | ۹٫۲۳    | ۲۳۴٬۹۱۰     | ۳٬۶۷۱٬۲۷۴ | ۵٬۲۶۷٬۱۱۱     | ۶۹٫۷۰  |
| ۳                  | ۳٬۱۲۲٬۰۷۲ | ۹۰٫۸۶   | ۳۱۴٬۰۰۳ | ۹٫۱۴    | ۲۳۵٬۱۹۹     | ۳٬۶۷۱٬۲۷۴ | ۵٬۲۶۷٬۱۱۱     | ۶۹٫۷۰  |
| ۴                  | ۳٬۱۳۲٬۷۸۸ | ۹۰٫۹۹   | ۳۱۰٬۳۵۵ | ۹٫۰۱    | ۲۲۸٬۱۳۱     | ۳٬۶۷۱٬۲۷۴ | ۵٬۲۶۷٬۱۱۱     | ۶۹٫۷۰  |
| ۵                  | ۳٬۱۳۱٬۴۶۱ | ۹۱٫۰۹   | ۳۰۶٬۲۴۸ | ۸٫۹۱    | ۲۳۳٬۵۶۵     | ۳٬۶۷۱٬۲۷۴ | ۵٬۲۶۷٬۱۱۱     | ۶۹٫۷۰  |
| ۶                  | ۳٬۱۳۵٬۶۶۹ | ۹۱٫۰۲   | ۳۰۹٬۲۸۵ | ۸٫۹۸    | ۲۲۶٬۳۲۰     | ۳٬۶۷۱٬۲۷۴ | ۵٬۲۶۷٬۱۱۱     | ۶۹٫۷۰  |
| ۷                  | ۳٬۲۰۲٬۱۱۲ | ۹۲٫۱۹   | ۲۷۱٬۱۲۸ | ۷٫۸۱    | ۱۹۸٬۰۳۴     | ۳٬۶۷۱٬۲۷۴ | ۵٬۲۶۷٬۱۱۱     | ۶۹٫۷۰  |
| ۸                  | ۳٬۰۹۷٬۴۰۰ | ۹۰٫۴۳   | ۳۲۷٬۸۷۴ | ۹٫۵۷    | ۲۴۶٬۰۰۰     | ۳٬۶۷۱٬۲۷۴ | ۵٬۲۶۷٬۱۱۱     | ۶۹٫۷۰  |
| ۹                  | ۳٬۱۹۷٬۰۵۰ | ۹۲٫۱۳   | ۲۷۲٬۹۲۱ | ۷٫۸۷    | ۲۰۱٬۳۰۳     | ۳٬۶۷۱٬۲۷۴ | ۵٬۲۶۷٬۱۱۱     | ۶۹٫۷۰  |
| ۱۰                 | ۳٬۲۰۴٬۷۳۹ | ۹۲٫۲۰   | ۲۷۱٬۰۴۸ | ۷٫۸۰    | ۱۹۵٬۴۸۷     | ۳٬۶۷۱٬۲۷۴ | ۵٬۲۶۷٬۱۱۱     | ۶۹٫۷۰  |
| ۱۱                 | ۳٬۲۰۳٬۳۲۹ | ۹۲٫۲۲   | ۲۷۰٬۳۰۱ | ۷٫۷۸    | ۱۹۷٬۶۴۴     | ۳٬۶۷۱٬۲۷۴ | ۵٬۲۶۷٬۱۱۱     | ۶۹٫۷۰  |
| ۱۲                 | ۳٬۲۰۷٬۴۰۶ | ۹۲٫۲۵   | ۲۶۹٬۵۴۱ | ۷٫۷۵    | ۱۹۴٬۳۲۷     | ۳٬۶۷۱٬۲۷۴ | ۵٬۲۶۷٬۱۱۱     | ۶۹٫۷۰  |
| ۱۳                 | ۳٬۱۶۱٬۶۴۴ | ۹۱٫۶۳   | ۲۸۸٬۷۳۵ | ۸٫۳۷    | ۲۲۰٬۸۹۵     | ۳٬۶۷۱٬۲۷۴ | ۵٬۲۶۷٬۱۱۱     | ۶۹٫۷۰  |
| ۱۴                 | ۳٬۰۶۵٬۸۴۰ | ۸۹٫۸۷   | ۳۴۵٬۶۰۸ | ۱۰٫۱۳   | ۲۵۹٬۸۲۶     | ۳٬۶۷۱٬۲۷۴ | ۵٬۲۶۷٬۱۱۱     | ۶۹٫۷۰  |
| ۱۵                 | ۳٬۰۵۶٬۶۱۹ | ۸۹٫۷۱   | ۳۵۰٬۴۲۶ | ۱۰٫۲۹   | ۲۶۴٬۲۲۹     | ۳٬۶۷۱٬۲۷۴ | ۵٬۲۶۷٬۱۱۱     | ۶۹٫۷۰  |
| ۱۶                 | ۳٬۲۰۳٬۸۵۷ | ۹۲٫۲۴   | ۲۶۹٬۶۳۰ | ۷٫۷۶    | ۱۹۷٬۷۸۷     | ۳٬۶۷۱٬۲۷۴ | ۵٬۲۶۷٬۱۱۱     | ۶۹٫۷۰  |
| ۱۷                 | ۳٬۲۳۸٬۶۰۹ | ۹۲٫۸۶   | ۲۴۸٬۸۶۴ | ۷٫۱۴    | ۱۸۳٬۸۰۱     | ۳٬۶۷۱٬۲۷۴ | ۵٬۲۶۷٬۱۱۱     | ۶۹٫۷۰  |
| ۱۸                 | ۳٬۲۰۰٬۵۰۸ | ۹۲٫۲۳   | ۲۶۹٬۷۷۷ | ۷٫۷۷    | ۲۰۰٬۹۸۹     | ۳٬۶۷۱٬۲۷۴ | ۵٬۲۶۷٬۱۱۱     | ۶۹٫۷۰  |
| ۱۹                 | ۳٬۲۰۶٬۷۸۲ | ۹۲٫۲۹   | ۲۶۸٬۰۸۶ | ۷٫۷۱    | ۱۹۶٬۴۰۶     | ۳٬۶۷۱٬۲۷۴ | ۵٬۲۶۷٬۱۱۱     | ۶۹٫۷۰  |
| ۲۰                 | ۳٬۳۳۹٬۴۴۱ | ۹۴٫۸۲   | ۱۸۲٬۳۲۴ | ۵٫۱۸    | ۱۴۹٬۵۰۹     | ۳٬۶۷۱٬۲۷۴ | ۵٬۲۶۷٬۱۱۱     | ۶۹٫۷۰  |
| ۲۱                 | ۳٬۳۴۶٬۵۱۶ | ۹۴٫۹۶   | ۱۷۷٬۶۳۸ | ۵٫۰۴    | ۱۴۷٬۱۲۰     | ۳٬۶۷۱٬۲۷۴ | ۵٬۲۶۷٬۱۱۱     | ۶۹٫۷۰  |
| ۲۲                 | ۳٬۲۷۷٬۹۵۵ | ۹۳٫۷۸   | ۲۱۷٬۴۱۹ | ۶٫۲۲    | ۱۷۵٬۹۰۰     | ۳٬۶۷۱٬۲۷۴ | ۵٬۲۶۷٬۱۱۱     | ۶۹٫۷۰  |
| ۲۳                 | ۳٬۲۲۱٬۰۷۷ | ۹۲٫۶۴   | ۲۵۵٬۸۲۴ | ۷٫۳۶    | ۱۹۴٬۳۷۳     | ۳٬۶۷۱٬۲۷۴ | ۵٬۲۶۷٬۱۱۱     | ۶۹٫۷۰  |
| ۲۴                 | ۳٬۲۲۱٬۹۰۸ | ۹۲٫۶۳   | ۲۵۶٬۱۹۰ | ۷٫۳۷    | ۱۹۳٬۱۷۶     | ۳٬۶۷۱٬۲۷۴ | ۵٬۲۶۷٬۱۱۱     | ۶۹٫۷۰  |
| ۲۵                 | ۳٬۲۲۳٬۲۴۴ | ۹۲٫۶۵   | ۲۵۵٬۸۶۳ | ۷٫۳۵    | ۱۹۱٬۲۱۸     | ۳٬۶۷۰٬۳۲۵ | ۵٬۲۶۷٬۱۱۱     | ۶۹٫۶۸  |
| ۲۶                 | ۳٬۲۲۵٬۸۲۲ | ۹۲٫۷۱   | ۲۵۳٬۷۲۹ | ۷٫۲۹    | ۱۹۰٬۷۷۴     | ۳٬۶۷۰٬۳۲۵ | ۵٬۲۶۷٬۱۱۱     | ۶۹٫۶۸  |
| ۲۷                 | ۳٬۲۳۱٬۰۵۵ | ۹۲٫۸۵   | ۲۴۸٬۷۱۷ | ۷٫۱۵    | ۱۹۰٬۵۵۳     | ۳٬۶۷۰٬۳۲۵ | ۵٬۲۶۷٬۱۱۱     | ۶۹٫۶۸  |
| ۲۸                 | ۳٬۰۹۰٬۹۱۳ | ۹۰٫۲۵   | ۳۳۳٬۸۹۷ | ۹٫۷۵    | ۲۴۵٬۵۱۵     | ۳٬۶۷۰٬۳۲۵ | ۵٬۲۶۷٬۱۱۱     | ۶۹٫۶۸  |
| ۲۹                 | ۳٬۱۰۱٬۱۵۷ | ۹۰٫۳۹   | ۳۲۹٬۵۳۹ | ۹٫۶۱    | ۲۳۹٬۶۲۹     | ۳٬۶۷۰٬۳۲۵ | ۵٬۲۶۷٬۱۱۱     | ۶۹٫۶۸  |
| منبع: مرکز اطلاعات |           |         |         |         |             |           |               |        |